# Hlinitan sodný
Hlinitan sodný (Na3AlO3) je bílý až nažloutlý prášek. Vzniká reakcí koncentrovaného roztoku hydroxidu sodného s kovovým hliníkem:
2 Al + 6 NaOH → 3 H2 + 2 Na3AlO3
Reakce je velice exotermní. Sloučenina je důležitá v komerční anorganické chemii. Slouží jako efektivní zdroj hydroxidu hlinitého pro technické a průmyslové využití. Čistý hlinitan sodný (bezvodý) je bílý, krystalický a pevný. Jeho vzorec nabývá různých forem NaAlO2, Na2O · Al2O3, nebo Na2Al2O4. Komerční hlinitan sodný je dostupný jako roztok nebo pevná látka.
Roztok hlinitanu sodného reaguje se vzdušným oxidem uhličitým za vzniku uhličitanu sodného a oxidu hlinitého, což se projevuje vznikem bílého povlaku po stranách nádoby. Reakce probíhá dle rovnice:
2NaAlO2 + CO2 → Na2CO3 + Al2O3